# Black Pig's Dyke

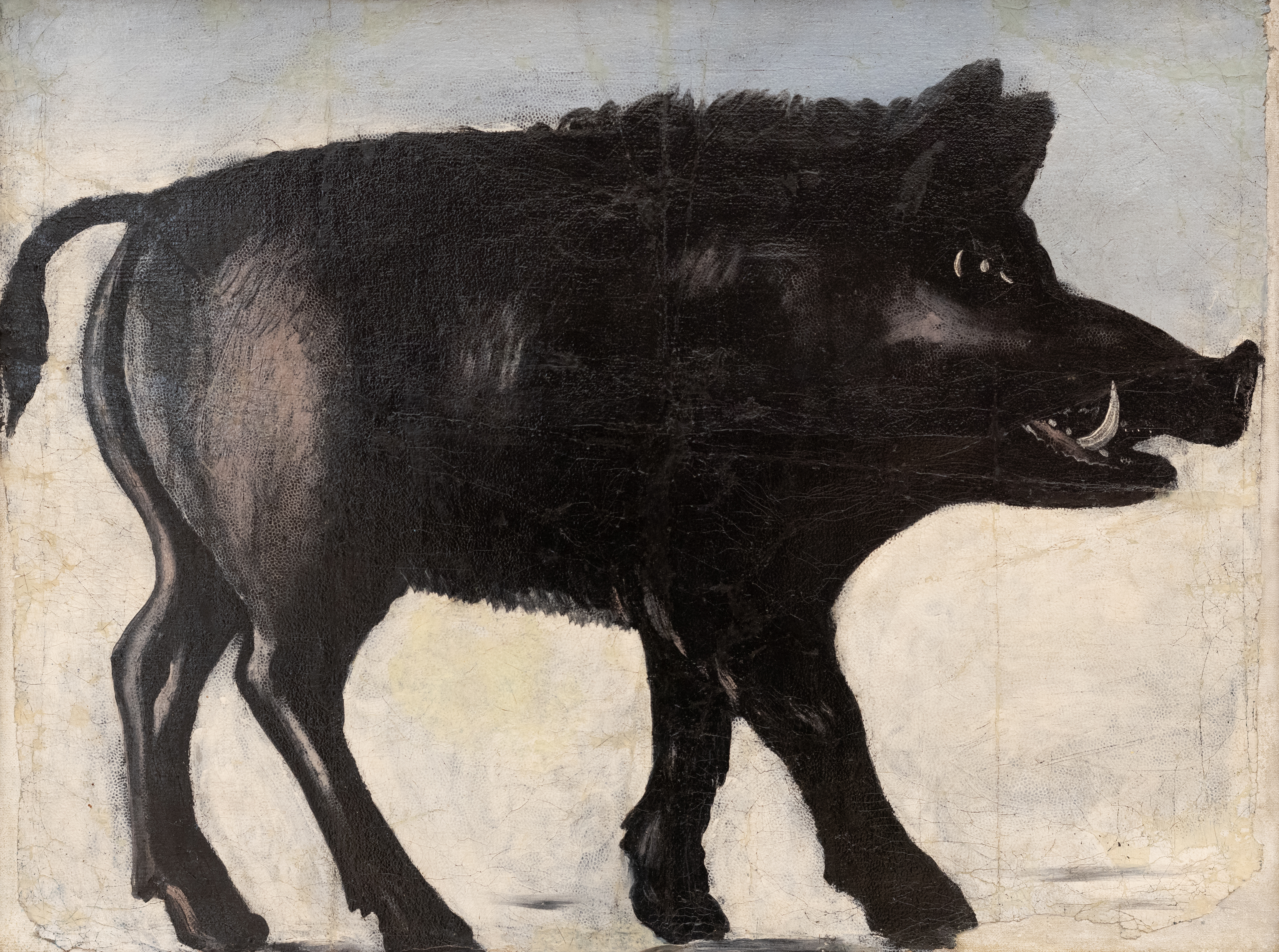
D'après la légende irlandaise, ces ouvrages de terre auraient été créés par les défenses d'un énorme sanglier.

Black Pig's Dyke (irlandais : Claí na Muice Duibhe) ou Worm's Ditch (irlandais : Claí na Péiste) est une série  discontinue d'ouvrages en terre au sud-ouest de l'Ulster et au nord-est du Connacht, en Irlande.
Des vestiges se trouvent également au nord du comté de Leitrim, au nord du comté de Longford, dans le comté de Cavan, le comté de Monaghan et le comté de Fermanagh (voir la carte ci-dessous). Parfois, il est considéré que la Dorsey enclosure dans le comté d'Armagh et le  Dane's Cast dans le comté de Down font partie de ces ouvrages.
De semblables vestiges se trouvent un peu partout en Irlande. Cependant le Black Pig's Dyke est le plus connu. Un autre site renommé est le Claidh Dubh (black ditch), anglicisé Clyduff ou Cleeduff, à l'est du comté de Cork. Il est composé de trois parties, la plus longue est orientée nord-sud sur 24 km, des Montagnes de Ballyhoura aux Nagle Mountains,,.

## Origine de l'appellation
Les digues tirent leur nom de la mythologie gaélique. Selon elle, un énorme sanglier noir aurait labouré les lieux avec sa défense de grande taille. Une autre légende voudrait que ce soit un gigantesque ver de terre qui aurait effectué le travail en se tortillant.

## Construction et justification

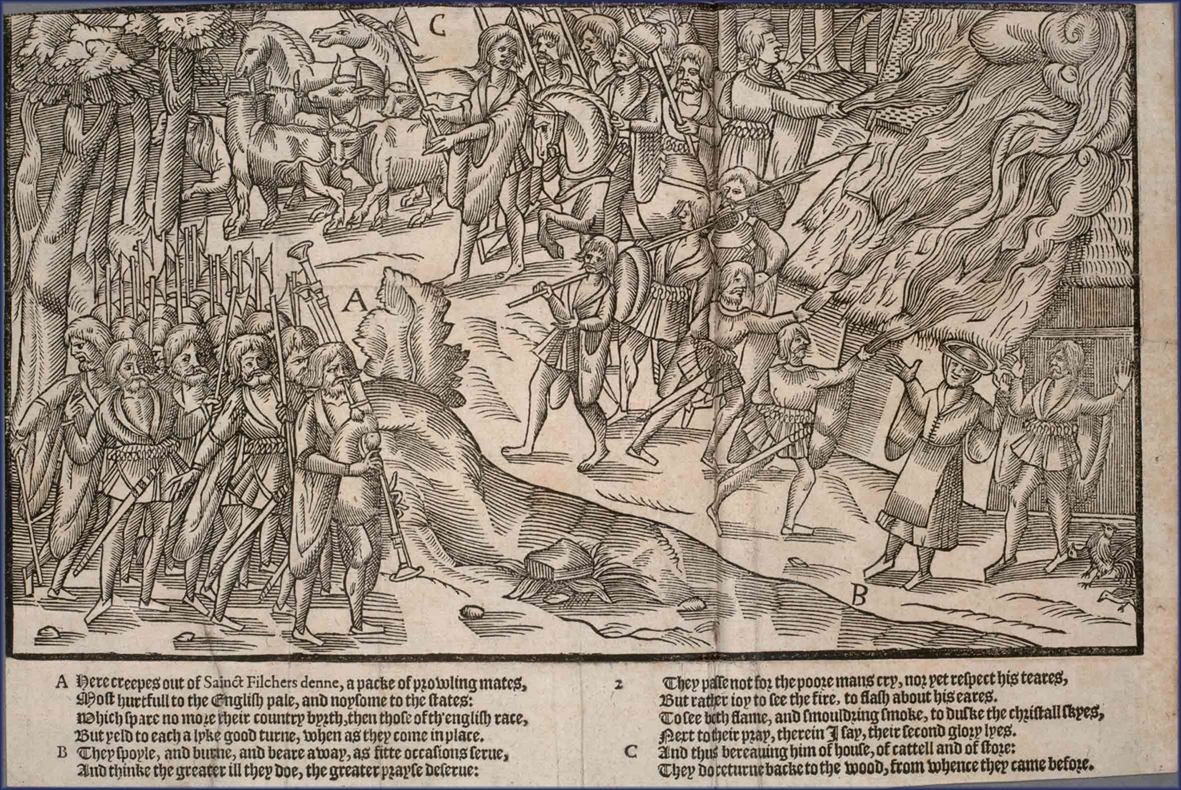
Description d'un raid sur le bétail au XVIe siècle en Irlande gaélique – On suppose que ces ouvrages ont été réalisés pour prévenir les vols.

Les travaux consistent habituellement en un talus avec une digue du côté opposé. La partie basse fait environ 9 m de large et les digues mesurent environ 6 m de haut.
Des fouilles dans le comté de Monaghan ont révélé que la construction originale était composée d'une importante palissade en bois et d'une digue. Au-delà de la palissade, se trouvait un fossé avec des digues. Une datation au carbone a montré que la structure remontait à 390–370 av. J.-C.
Ces dates démentent donc la croyance populaire selon laquelle les travaux seraient une imitation de la frontière romaine au nord de la Bretagne (mur d'Hadrien) de réalisation plus récente,.
Pour certains, il s'agirait de l'ancienne frontière de l'Ulster. Pourtant il n'existe aucune preuve qu'ils constituent ensemble une frontière : ces travaux ne sont pas réalisés à la même époque et de grands espaces les séparent.
Pour d'autres, il ne s'agirait que de moyens de résistance contre les raids pour voler le bétail ((en)cattle raiding) qui étaient très courants à l'époque de l'Irlande ancienne .
Deux explications ont été avancées pour justifier les espaces importants entre les ouvrages. L'une prétend que les travaux étaient réalisés uniquement sur les itinéraires supposés empruntés par les voleurs. L'autre met en avant le fait que ces espaces étaient très boisés et qu'aucune protection réalisée par l'homme n'était alors nécessaire.

Comtés et provinces d'Irlande.

## Situation
Lieux où des vestiges semblables peuvent être vus en Irlande :
- Nord du comté de Leitrim : orientés du nord-ouest au sud-est, de Lough Melvin à Lough MacNean, près des villages de Rossinver et Kiltyclogher[6].
- Nord-est du comté de Longford: orientés du nord-ouest au sud-est sur 10 km, de Lough Gowna à Lough Kinale (traversant la route nationale N55), près des villages de Dring et Granard[6].
- Frontière entre les comtés de Cavan et Monaghan : orientés à peu près ouest-est, de la Finn River (près du village de Redhills) jusqu'au townland de Corrinshigo (près du village de Drum).
- Comté de Cavan : constituant un grand demi-cercle dans le townland d'Ardkill More, 5,6 km à l'est de Bellananagh. C'est un des sites les mieux conservés[12]. Le Cavan Heritage Group a appelé à l'arrêt des extractions de matériaux dans des carrières toutes proches qui ,selon l'association, endommagent le site à Ardkill More[13].
- Comté de Fermanagh : une partie d'ouvrages en terre alignés dans le townland de Lislea  (grid ref: H4836 2706) et dans le townland de Mullynavannoge (grid ref: H4838 2631 – H4850 2590) – Scheduled Historic Monuments[14].